# Alexandre Chartrand
Alexandre Chartrand   (1977) és un pintor i cineasta quebequès, interessat principalment en el moviment independentista català.
Ha dirigit diversos videoclips i documentals televisius, treballa com muntador d’imatge des d’inicis dels anys 2000. Ha realitzat el llargmetratge La Planque (2004) i ha produït el llargmetratge documental Lemoyne (2005). A més a més, entre 2002 i 2013 ha dut a terme sis exposicions fotogràfiques i de pintura.
El poble prohibit (‘Le peuple interdit’) esdevingué el seu primer llargmetratge documental com a director. Estrenat l'octubre de 2016, documenta el procés independentista català fins a les eleccions al Parlament de Catalunya de 2015. Va tenir una gran acollida al Quebec. En 2018, Alexandre va dur a terme un altre documental, Amb un somriure, la revolució! (‘Avec un sourire, la revolution!’), que tracta sobre el referèndum de l'1 d'octubre, tant els antecedents més immediats com les conseqüències.